# Kiruna kommun
Kiruna kommun är en kommun i Norrbottens län. Centralort är Kiruna. Den är både den nordligaste och ytmässigt största kommunen i Sverige.
Östra delen av Kiruna kommun består av skogslandskap medan den västra består av högfjällsområde. Kring centralorten finns malmförande bergarter, vilka är grunden för det lokala näringslivet men också orsaken till Kiruna stadsomvandling. 
Sedan kommunen bildades 1971 har befolkningstrenden varit negativ, med undantag för första halvan av 1970-talet och därefter enstaka år. Socialdemokraterna dominerade politiken fram till valet 2018 och har också varit del av de flesta styrande koalitioner under 2000-talet, dock inte under mandatperioden 2018 till 2022 då kommunen styrdes av en koalition bestående av Centerpartiet, Sjukvårdspartiet, Moderaterna och Kristdemokraterna. Efter valet 2022 stod det klart att kommunen skulle få ett nytt politiskt styre då Socialdemokraterna, Vänsterpartiet, Samelistan och Feministiskt Initiativ enades om att bilda gemensam majoritet i kommunfullmäktige med 27 av 45 mandat.

## Administrativ historik
När 1862 års kommunreform genomfördes i Lappland 1874 bildades Jukkasjärvi landskommun i Jukkasjärvi socken och Karesuando landskommun i Karesuando socken.
I Jukkasjärvi landskommun inrättades 23 december 1908 Kiruna municipalsamhälle. 1948 ombildades landskommunen till Kiruna stad och municipalsamhället upplöstes. Staden var den ytmässigt största stadskommunen i landet och nummer två i världen efter Mount Isa i Queensland i Australien.
Kommunreformen 1952 påverkade inte indelningarna i området, då varken Västerbottens eller Norrbottens län berördes av reformen.
Kiruna kommun bildades vid kommunreformen 1971 av Kiruna stad och Karesuando landskommun.
Kommunen ingår sedan bildandet i Gällivare domsaga.
Kommunen ingår sedan 2000 i Förvaltningsområdet för finska och för meänkieli samt sedan 2010 i Förvaltningsområdet för samiska. Kommunnamnet är Kiirunan kunta på finska, Kierunan kunta på meänkieli och Giron gielda på samiska.

## Geografi
Kommunen är belägen i de norra delarna av  landskapet Lappland och gränsar i öster till Pajala kommun samt i söder till Gällivare kommun, båda i Norrbottens län. I väster gränsar kommunen till Narviks kommun i Nordland fylke, Bardu kommun, Målselvs kommun och Storfjords kommun, alla i Troms fylke i Norge. I norr gränsar kommunen till Enontekis kommun i landskapet Lappland i Finland. 

### Topografi och hydrografi

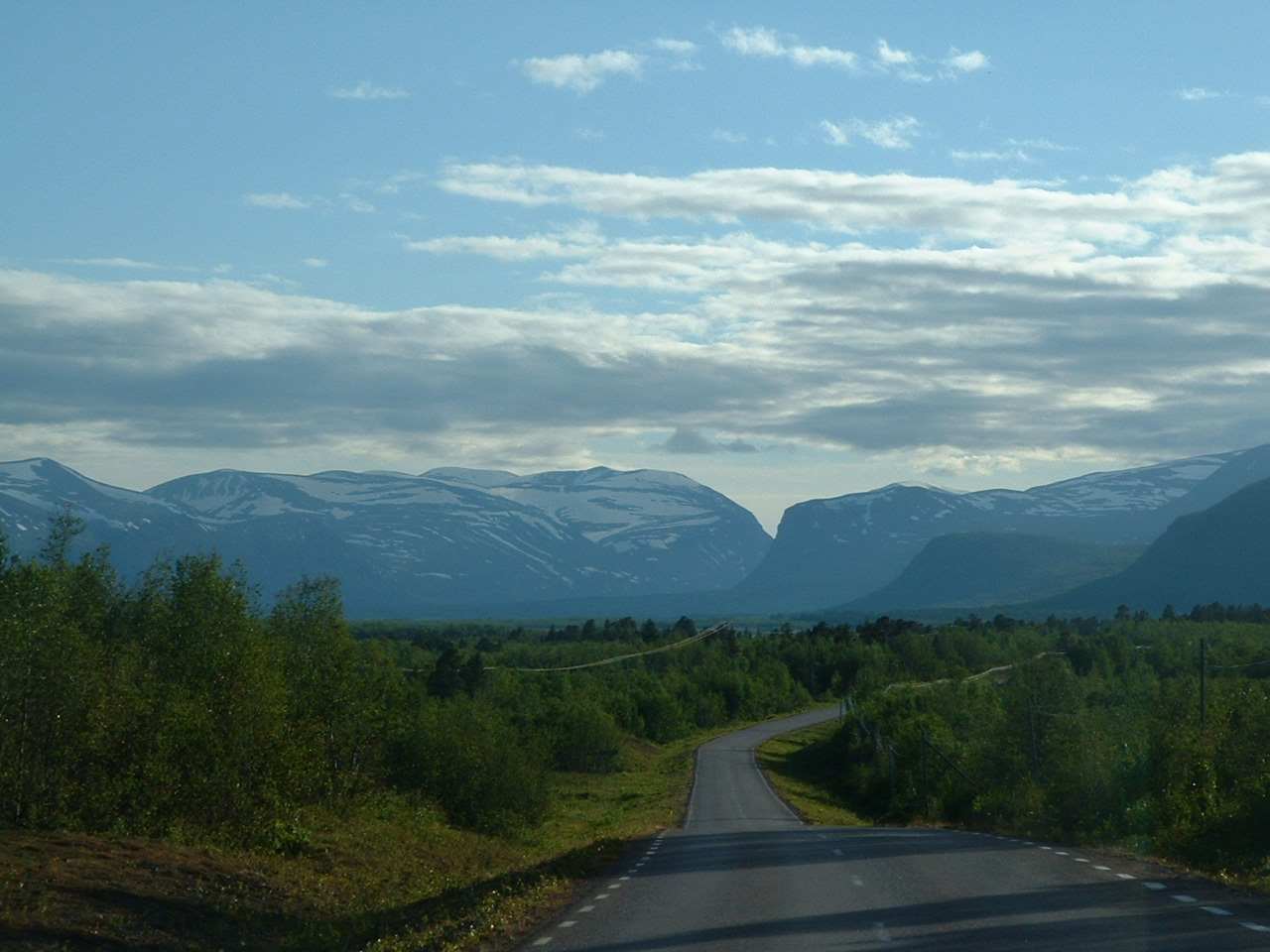
Vägen mot Nikkaluokta och Kebnekaisemassivet.

Östra delen av Kiruna kommun består av skogslandskap medan den västra består av högfjällsområde. Fjällområdets berggrund består till stor del av omvandlade fjällkedjebergarter, varav vissa är kalkrika vilket gett en rik flora. Inlandsisen har utsatt berggrunden för erosion och i de områden med bergarter som är mer motståndskraftiga är relifen tydlig, vilket förstärkts ytterligare av  de nutida glaciärerna. I exempelvis Kärkevagge vid Abisko har erosionen gjort att det underliggande urberget kommit fram. Högfjällsnatur och formrikedom karaktäriserar Kebnekaisefjällen och Abiskoområdet, som är en del av Kungsleden.
Området som är beläget på den norra sidan om Torneträsk saknar, med undantag för Pältsan som når 1 400 meter över havet, högfjällskaraktär. Där finns istället myrmarker med palsar. Längre österut blir landskapet flackare med mjukare former och förfjällslandskapet utgörs huvudsakligen av myrmark och morän beväxt med skog. Kring centralorten finns malmförande bergarter.
I kommunen ligger Sveriges högsta berg, Kebnekaise, vars sydtopp nådde 2 095 meter över havet och nordtoppen nådde 2 097 meter över havet enligt mätningar gjorda 2021. Fem av Kebnekaises toppar når över 2000 meter över havet.
I Kiruna kommun finns mer än 6 000 sjöar och sex stora älvar. Torneträsk, är Sveriges största oreglerade sjö, men också en av Sverigrs djupaste sjöar. Sjöns maxdjup är 186 meter. De sex stora älvarna är Torneälven, Kalixälven, Rautasälven, Vittangiälven, Lainioälven samt Könkämäälven. Vid Karesuando byter Könkämäälven namn till Muonioälven.
Nedan presenteras andelen av den totala ytan 2020 i kommunen jämfört med riket.
|  | Bebyggelse (0,5 %) |

|  | Skog (36,0 %) |

|  | Öppen myrmark (12,4 %) |

|  | Jordbruksmark (0,1 %) |

|  | Övrig mark (50,9 %) |

|  | Bebyggelse (3,1 %) |

|  | Skog (68,0 %) |

|  | Öppen myrmark (7,2 %) |

|  | Jordbruksmark (7,4 %) |

|  | Övrig mark (14,3 %) |

### Naturskydd
I kommunen finns nationalparken Abisko som bildades 1909 som en av de första svenska nationalparkerna. Området används av samerna för att driva renar men har generellt ett rikt djurliv samt de flesta fjällväxter. I området växer exempelvis den mycket sällsynta orkidén lappfela. Vadvetjåkka är en av de mindre nationalparkerna som även den används av samerna som renbetesmark. Området har rikt fågelliv. Läget nära Atlanten gör att området ofta har mulet väder och riklig nederbörd.
Förutom nationalparkerna hade kommunen 18 naturreservat år 2022. Centralorten samt närliggande områden omfattas av bland annat Natura 2000.

### Administrativ indelning
Fram till 2016 var kommunen för befolkningsrapportering indelad i tre församlingar – Jukkasjärvi, Karesuando och Vittangi.

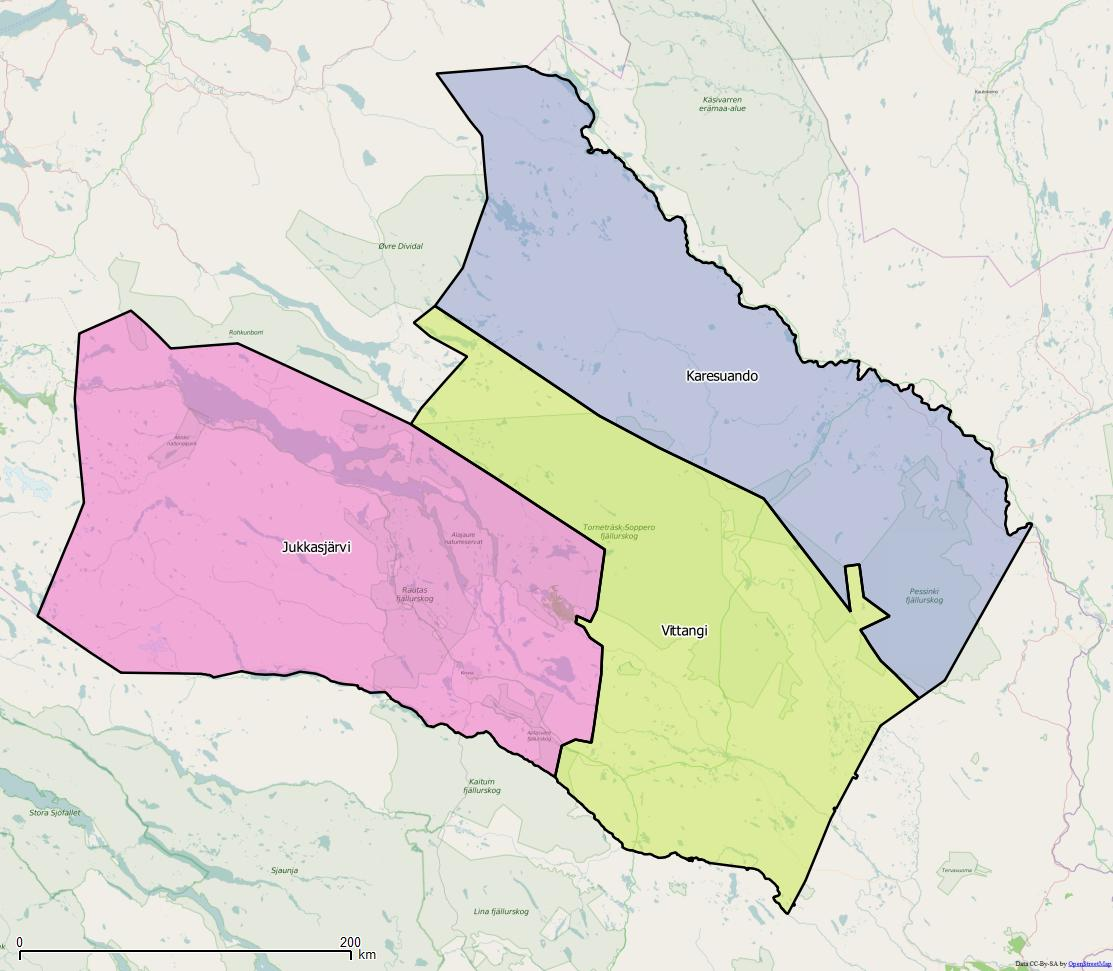
Distrikt inom Kiruna kommun

Från 2016 indelas kommunen istället i tre  distrikt – Jukkasjärvi, Karesuando och Vittangi.

### Tätorter

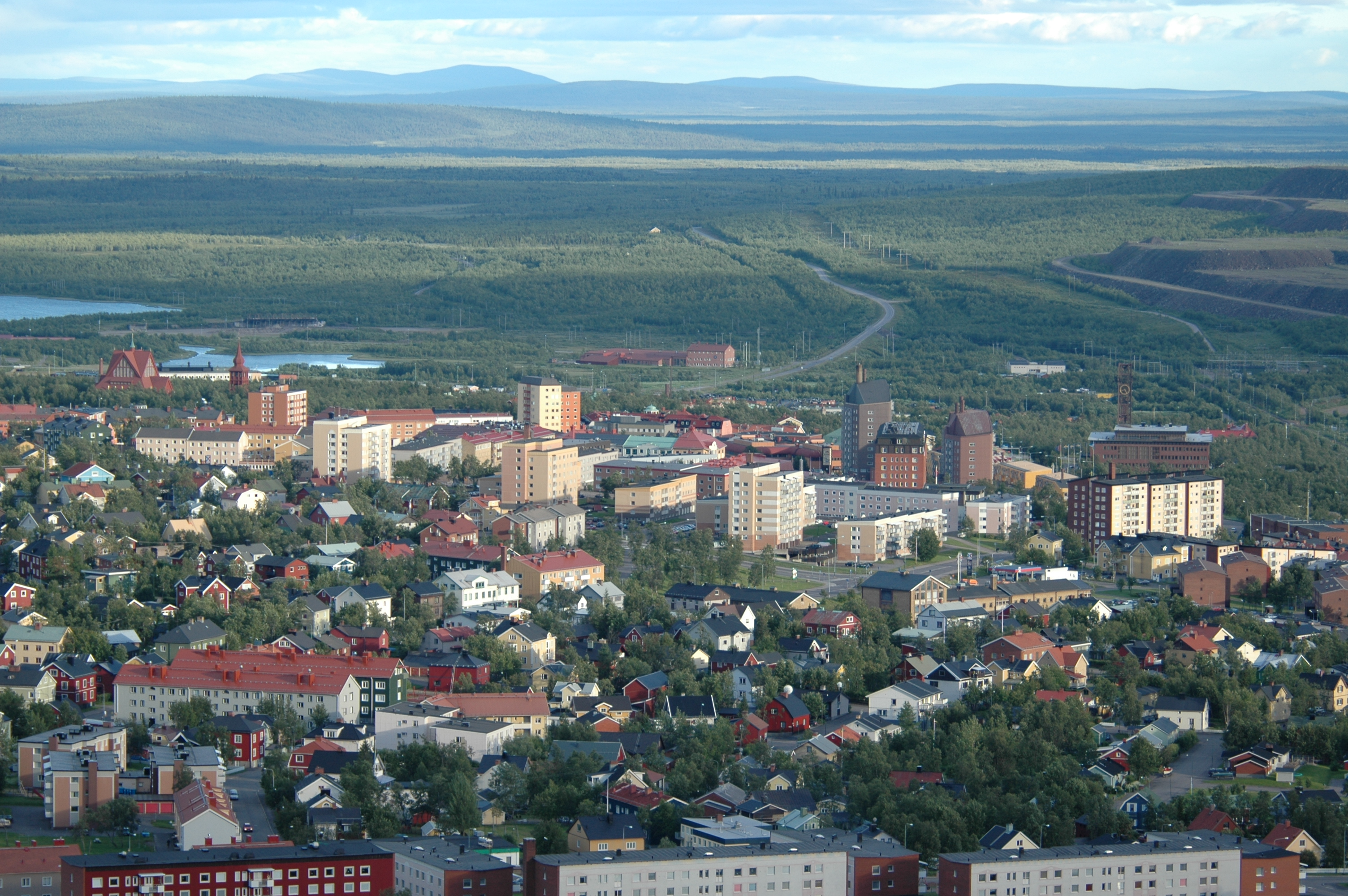
Kiruna från Luossavaara.

Det finns sju tätorter i Kiruna kommun enligt tätortsavgränsningen från 2015.
| Nr | Tätort      | Folkmängd (31 december 2018) |
| -- | ----------- | ---------------------------- |
| 1  | Kiruna      | 16 835                       |
| 2  | Tuolluvaara | 963                          |
| 3  | Vittangi    | 765                          |
| 4  | Jukkasjärvi | 675                          |
| 5  | Svappavaara | 400                          |
| 6  | Karesuando  | 290                          |
| 7  | Kuttainen   | 217                          |

Centralorten är i fet stil
Cirka 73 procent av kommunens invånare bor alltså i tätorten Kiruna. Sevujärvi är en av kommunens tre övergivna boplatser.

## Styre och politik

### Styre
I valen 1970 till och med 1991 hade Socialdemokraterna egen majoritet i kommunfullmäktige.
Efter valet 2006 styrde den så kallade Gränslösa alliansen kommunen. Alliansen bestod av Socialdemokraterna, Norrbottens Sjukvårdsparti, Moderaterna, Kristdemokraterna, Miljöpartiet och Sámelistu/Samelistan. Under sommaren och hösten 2008 påbörjade dock Socialdemokraterna och Kirunapartiet ett samarbete. Detta ledde senare till ett maktskifte i kommunen och i samband med ett extrainsatt kommunfullmäktigemöte den 16 oktober fick kommunen ett nytt styre. S och Kirp bildade egen majoritet och kommunen hade därmed två kommunalråd fram till valet 2010: Lars Törnman och Kenneth Stålnacke.
Norrbottens Sjukvårdsparti, Moderaterna, Kristdemokraterna, Miljöpartiet och Sámelistu/Samelistan fortsatte sitt samarbete i opposition under namnet Gränslösa alliansen. I opposition fanns även Centerpartiet och Vänsterpartiet som ingått valtekniskt samarbete.
Efter valet 2010 lämnade Kirunapartiet samarbetet och Vänsterpartiet och Samelistan  bildade ett nytt styre.
Efter valet hösten 2014 ingick partierna Socialdemokraterna, Vänsterpartiet, Sámelistu, Moderaterna och Feministiskt Initiativ ett samarbete kallat Norrskenssamverkan för mandatperioden 2015–2018. I valet 2018 blev Centerpartiet största parti och ingick samarbetet Allians för utveckling och tillväxt med Sjukvårdspartiet, Moderaterna och Kristdemokraterna (23 mandat av 45) för mandatperioden 2019–2022.
I valet 2022 ökade Socialdemokraterna med sju mandat, och ingick samarbete med Vänsterpartiet, Samelistan och Feministiskt Initiativ (27 av 45 mandat) för mandatperioden 2023–2026.
| År        | Partier | Partier | Partier | Partier | Partier | Partier |
| --------- | ------- | ------- | ------- | ------- | ------- | ------- |
| 1994–1995 | Kirp    | V       | MP      |         |         |         |
| 1995–1998 | Kirp    | MP      |         |         |         |         |
| 1998–2002 | Kirp    | S       |         |         |         |         |
| 2002–2003 | Kirp    | V       | MP      |         |         |         |
| 2004–2006 | S       | MP      | M       | C       | FP      | KD      |
| 2006–2008 | S       | NS      | M       | SL      | KD      | MP      |
| 2008–2010 | S       | Kirp    |         |         |         |         |
| 2010–2014 | S       | V       | SL      |         |         |         |
| 2014–2018 | S       | V       | M       | SL      | FI      |         |
| 2018–2022 | C       | NS      | M       | KD      |         |         |
| 2022–     | S       | V       | SL      | FI      |         |         |

### Kommunfullmäktige

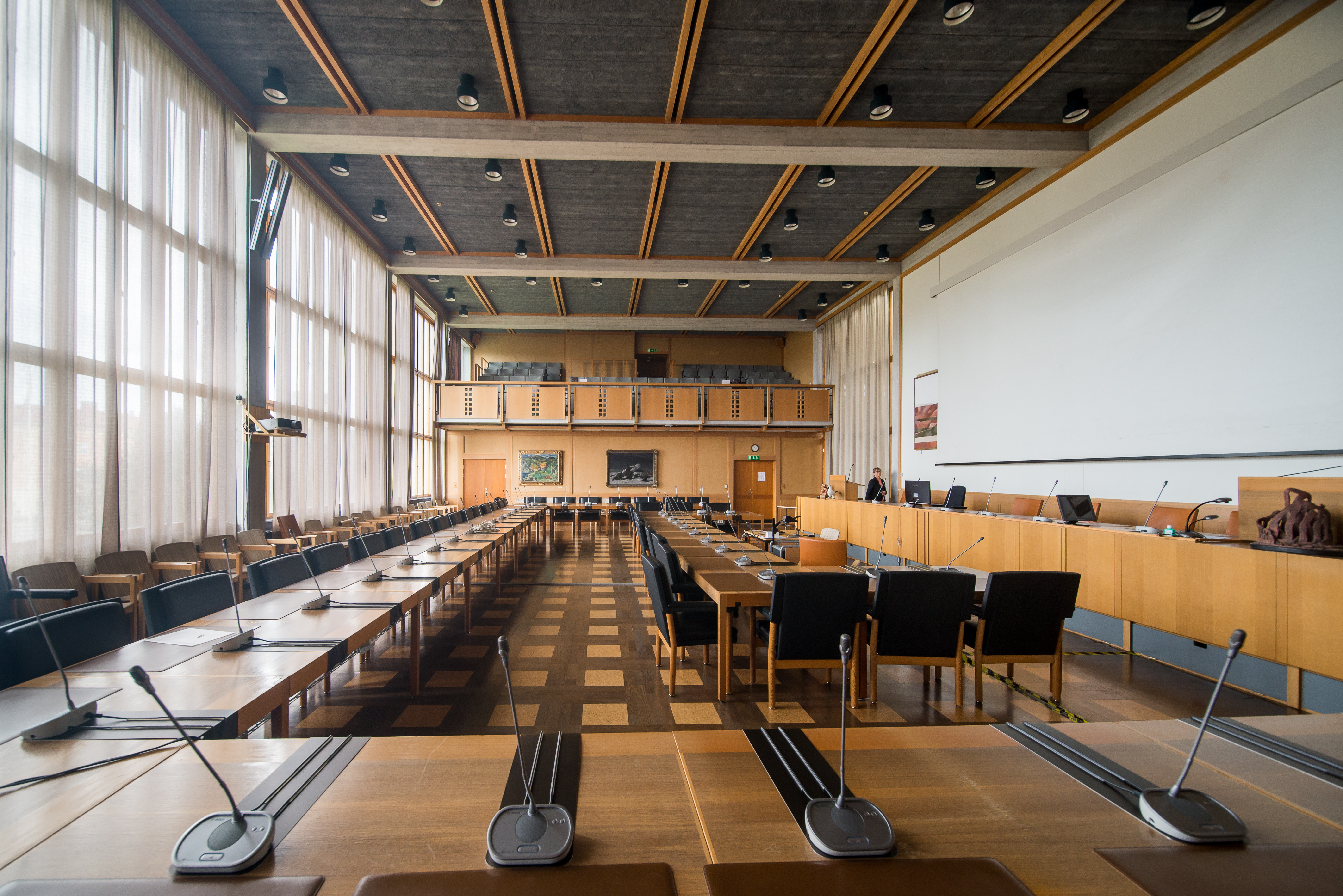
Kommunfullmäktiges sammanträdessal i det tidigare Kiruna stadshus 2017.

#### Presidium
| Presidium 2023–2026 | Presidium 2023–2026 | Presidium 2023–2026 |
| ------------------- | ------------------- | ------------------- |
| Ordförande          | S                   | Kenneth Stålnacke   |
| Vice ordförande     | SL                  | Per Olof Nutti      |

Källa:

#### Mandatfördelning 1970–2022
Socialdemokraterna har varit det största partiet i samtliga val förutom kommunvalen 1994 och 1998, då Kirunapartiet var större. Näst största parti var Vänsterpartiet i valen 1970-1991, Socialdemokraterna i valen 1994 och 1998, Kirunapartiet i valen 2002 och 2006 och Centerpartiet i valen 2010 och 2014.
Samtliga riksdagspartier har funnits representerade i Kiruna kommunfullmäktige, och sedan valet 2014 finns sju av de åtta  riksdagspartierna representerade. Folkpartiet åkte ut ur fullmäktige vid sistnämnda val och saknar därmed representation.
| 9 | 23 |  | 3 | 6 |  | 2 |

| 40 |

| 9 | 22 | 6 | 4 |  | 3 |

| 38 | 7 |

| 8 | 24 | 5 | 4 |  | 3 |

| 36 | 9 |

| 7 | 25 | 2 | 3 | 3 |  | 4 |

| 32 | 13 |

| 8 | 27 |  | 2 |  |  | 5 |

| 31 | 14 |

| 8 | 26 |  | 2 | 3 |  | 4 |

| 32 | 13 |

| 8 | 25 |  |  | 2 | 3 |  | 4 |

| 29 | 16 |

| 8 | 23 |  | 2 | 3 | 2 | 6 |

| 28 | 17 |

| 8 | 14 | 2 | 15 |  |  | 4 |

| 29 | 16 |

| 5 | 16 |  | 16 |  |  | 5 |

| 26 | 19 |

| 6 | 15 | 2 | 15 | 2 |  |  | 3 |

| 26 | 19 |

| 5 | 16 |  | 11 | 2 | 4 | 2 |  | 3 |

| 25 | 20 |

| 6 | 16 |  | 4 | 2 |  |  | 8 |  |  | 4 |

| 26 | 19 |

| 4 | 15 |  |  |  | 2 |  |  | 3 | 13 |  | 2 |

| 26 | 19 |

| 3 | 12 | 2 |  | 2 | 2 | 4 | 15 |  | 3 |

| 25 | 20 |

| 4 | 19 | 2 | 2 | 2 | 2 | 4 | 5 | 5 |

| 26 | 19 |

### Nämnder

#### Kommunstyrelse

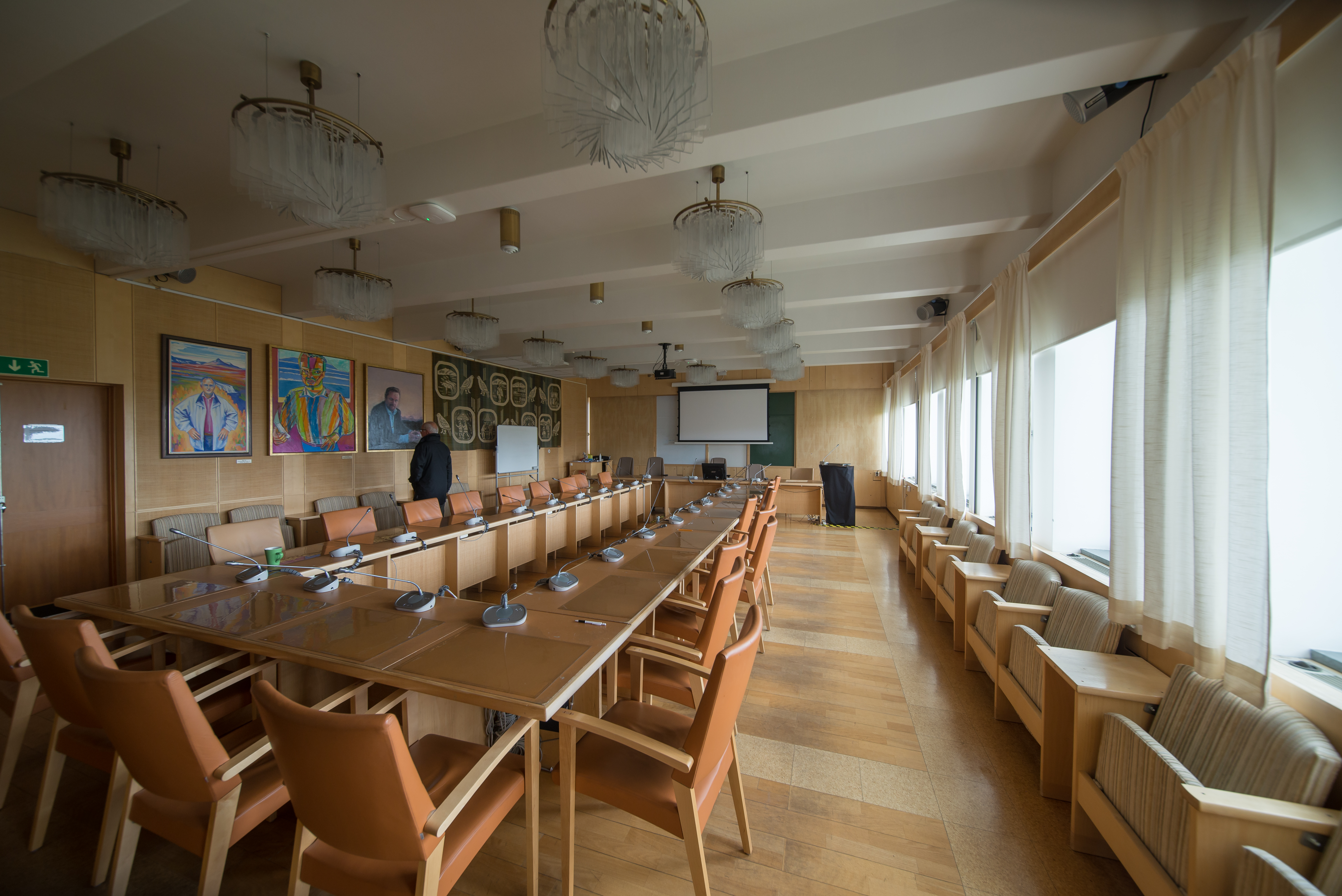
Kommunstyrelsens sammanträdessal i det tidigare Kiruna stadshus.

Totalt har kommunstyrelsen 15 ledamöter, varav sex tillhör Socialdemokraterna. Moderaterna, Centerpartiet och Kristdemokraterna har två ledamöter var, medan Vänsterpartiet, Samelistan och  Feministiskt Initiativ har en ledamot var.
| Presidium 2023–2026    | Presidium 2023–2026 | Presidium 2023–2026 |
| ---------------------- | ------------------- | ------------------- |
| Ordförande             | S                   | Mats Taaveniku      |
| Första vice ordförande | S                   | Niklas Sirén        |
| Andra vice ordförande  | V                   | Sanna Inga Poromaa  |

Källa:

#### Lista över kommunstyrelsens ordförande
- Wigert Karlsson, Socialdemokraterna, 1 januari 1971–1978[38][39]
- Rolf Dahlström, Socialdemokraterna, 1979–1982[40][41]
- Gunnar Pettersson, Socialdemokraterna, 1983–1988[42][43]
- Lars Essling, Socialdemokraterna, 1989–1993[44][45]
- Bengt Ek, Socialdemokraterna, 1994–1994[46]
- Lars Törnman, Kirunapartiet, 1 januari 1995–31 december 2003[47]
- Kenneth Stålnacke, Socialdemokraterna, 1 januari 2004–31 december 2010[48]
- Kristina Zakrisson, Socialdemokraterna, 1 januari 2011–31 december 2018[49][50]
- Gunnar Selberg, Centerpartiet, 1 januari 2019–31 december 2022[51]

Denna lista hämtas från Wikidata. Informationen kan ändras där.

#### Övriga nämnder
| Nämnd                          | Ordförande | Ordförande           | Vice ordförande | Vice ordförande     |
| ------------------------------ | ---------- | -------------------- | --------------- | ------------------- |
| Socialnämnden                  | S          | Siv Gunillasson Sevä | FI              | Lisa Forsberg       |
| Kultur- och utbildningsnämnden | S          | Kenneth Stålnacke    | V               | Jenny Mäki          |
| Miljö- och byggnämnden         | S          | Mats Niemi           | SL              | Per Gustav Idivuoma |
| Överförmyndarnämnden           | S          | Kenneth Nilsson      | S               | Sirpa Bäckström     |
| Valnämnden                     | FI         | Lisa Forsberg        | S               | Harald Ericson      |

### Valresultat 2022
| Parti                            | Valdistrikt        | Valdistrikt | Kommun  |
| Parti                            | Starkaste          | Andel       | Andel   |
| -------------------------------- | ------------------ | ----------- | ------- |
| S                                | Bolaget-Triangeln  | 48,11 %     | 40,69 % |
| KD                               | Kiruna nordost     | 22,50 %     | 11,55 % |
| M                                | Jukkasjärvi        | 15,81 %     | 10,77 % |
| C                                | Jukkasjärvi        | 15,81 %     | 9,71 %  |
| V                                | Kiruna sydost      | 14,09 %     | 7,90 %  |
| SD                               | Kiruna sydost      | 9,17 %      | 5,38 %  |
| NS                               | Lombolo västra     | 7,70 %      | 4,87 %  |
| SL                               | Kiruna nordost     | 38,35 %     | 4,77 %  |
| FI                               | Kiruna Centrum     | 6,20 %      | 3,56 %  |
| MP                               | Luossavaara-Abisko | 1,12 %      | 0,44 %  |
| Data hämtat från Valmyndigheten. |                    |             |         |

Exklusive uppsamlingsdistrikt. Partier som fått mer än en procent av rösterna i minst ett valdistrikt redovisas.

### Vänorter
Kiruna kommun har två vänorter:
- Narvik, Norge
- Rovaniemi, Finland

## Ekonomi och infrastruktur

### Näringsliv
Gruvbolaget LKAB dominerar det lokala näringslivet. Produktionen inom gruvindustrin har ökat men antalet anställda minskat, ändå utgör gruvindustrin fortsatt basen för näringslivet. Att antalet anställda minskat har lett till en omställning som inkluderar  tjänsteproduktion, data- och informationsteknologi, rymd- och miljöforskning, drift och tillsyn av satelliter, datamottagning och fjärranalys. Radiotjänst i Kiruna AB avvecklades under 2019. Förutom gruvindustrin  finns också en omfattande verkstadsindustri liksom turistnäring. Dessutom fanns i början av 2020-talet omkring 700 renägare, vilka är viktiga både för sysselsättning och kulturen.

#### Råvaror
1642 hittades magnetit i Masugnsbyn. Malmen i Svappavaara hittas i slutet på 1640-talet eller början på 1650-talet. Det första kända malmprovet från Malmberget dateras till 1660-talet och 1696 nämns namnen Kiirunavaara och Luossavaara för första gången.
Sedan slutet på 1600-talet kände man till att området var rikt på järnmalm, men först på 1890-talet tillät gruvbrytningsmetoderna brytning i större skala. Detta bidrog till stor inflyttning till samhället. 

#### Turism
Ett av kommunens stora turistattraktioner är  Ishotellet i Jukkasjärvi, vilket sedan 2016 är världens enda året runt öppna ishotell. Hotellet har byggts upp sedan 1989 och i början av 2020-talet lockade det omkring 70 000 turister, varav 70 procent var utlänningar. Andra besöksmål är exempelvis Kebnekaise, vars fjällstation årligen besöks av över 20 000 personer.

### Infrastruktur

#### Transporter

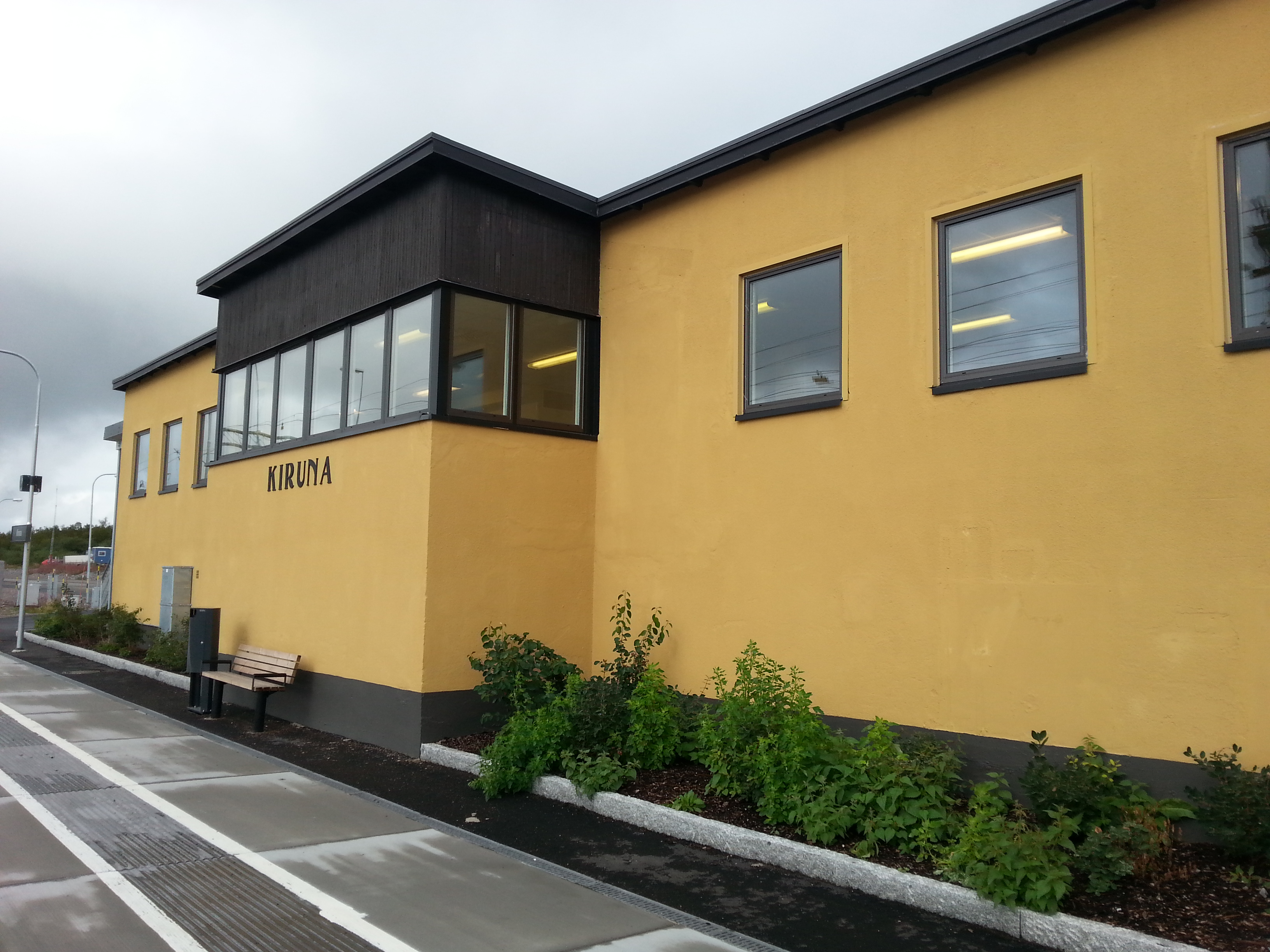
Kirunas tillfälliga järnvägsstation sedan 2013.

Från nordväst till sydöst genomkorsas kommunen av E10. E45 löper i nord-sydlig riktning i kommunens östra delar. I Vittangi tar länsväg 395 av åt sydöst. 
1902 stod järnvägssträckan Malmbanan mellan Kiruna och Narvik klar, vilket underlättade malmexporten betydligt. Malmbanan invigdes officiellt av kung Oscar II den 14 juli 1903. Malmbanan elektrifierades redan 1915. 
Malmbanan löper från  Riksgränsen i nordväst till Luleå i sydöst och trafikeras av regionaltågen Norrtåg mellan Kiruna station och Luleå centralstation, samt fjärrtågen Narvik–Kiruna–Boden–Stockholm som trafikeras av SJ.
Utanför Kiruna ligger Kiruna flygplats. Länstrafiken Norrbotten har ett antal busslinjer i kommunen. Kiruna kommun ansvarar för fem lokala busslinjer i centralorten.

#### Utbildning och forskning
Det finns flera institutioner och företag som sysslar med forskning i kommunen. Däribland  Institutet för rymdfysik (IRF), europeiska  samarbetsorganisation för jonosfärforskning  (EISCAT Scientific Association), raket- och satellitbasen Esrange samt LKAB Kimit som forskar på sprängmedel och sprängteknik.

## Befolkning

### Demografi

#### Befolkningsutveckling
Kiruna samhälle började växa upp i slutet av 1800-talet. Kiruna ligger i Jukkasjärvi socken, som sedan urminnes tider varit hem för samer. Dessa var under 1500- och 1600-talen indelade i samebyarna Siggevaara och Tingevaara, men under 1700-talet delades dessa samebyar i fyra nya; Siggevaara blev till Laevas sameby (Kaalasvuoma) och Gabna sameby (Rautusvuoma), medan Tingevaara blev Talma sameby och Saarivuoma sameby. Området fick sina första tornedalska nybyggare under 1600-talets första hälft. Kommunens folkmängd var ringa fram till gruvbrytningen kom igång under 1800-talets sista år.
| Befolkningsutvecklingen i Kiruna kommun 1810–2020                                                                                      | Befolkningsutvecklingen i Kiruna kommun 1810–2020 | Befolkningsutvecklingen i Kiruna kommun 1810–2020 | Befolkningsutvecklingen i Kiruna kommun 1810–2020 | Befolkningsutvecklingen i Kiruna kommun 1810–2020 |
| --- | ------------------------------------------------- | ------------------------------------------------- | ------------------------------------------------- | ------------------------------------------------- |
| |                                                   |                                                   |                                                   |                                                   |
| År |                                                   |                                                   | Folkmängd                                         |                                                   |
| 1810 | 1810                                              |                                                   | 1 408                                             |                                                   |
| 1820 | 1820                                              |                                                   | 1 621                                             |                                                   |
| 1830 | 1830                                              |                                                   | 1 763                                             |                                                   |
| 1840 | 1840                                              |                                                   | 2 021                                             |                                                   |
| 1850 | 1850                                              |                                                   | 2 357                                             |                                                   |
| 1860 | 1860                                              |                                                   | 2 989                                             |                                                   |
| 1870 | 1870                                              |                                                   | 3 147                                             |                                                   |
| 1880 | 1880                                              |                                                   | 3 266                                             |                                                   |
| 1890 | 1890                                              |                                                   | 3 604                                             |                                                   |
| 1900 | 1900                                              |                                                   | 4 314                                             |                                                   |
| 1910 | 1910                                              |                                                   | 12 728                                            |                                                   |
| 1920 | 1920                                              |                                                   | 14 783                                            |                                                   |
| 1930 | 1930                                              |                                                   | 19 661                                            |                                                   |
| 1940 | 1940                                              |                                                   | 19 427                                            |                                                   |
| 1950 | 1950                                              |                                                   | 20 348                                            |                                                   |
| 1960 | 1960                                              |                                                   | 28 194                                            |                                                   |
| 1970 | 1970                                              |                                                   | 30 639                                            |                                                   |
| 1975 | 1975                                              |                                                   | 31 194                                            |                                                   |
| 1980 | 1980                                              |                                                   | 29 705                                            |                                                   |
| 1985 | 1985                                              |                                                   | 26 862                                            |                                                   |
| 1990 | 1990                                              |                                                   | 26 149                                            |                                                   |
| 1995 | 1995                                              |                                                   | 25 826                                            |                                                   |
| 2000 | 2000                                              |                                                   | 24 314                                            |                                                   |
| 2005 | 2005                                              |                                                   | 23 135                                            |                                                   |
| 2010 | 2010                                              |                                                   | 22 944                                            |                                                   |
| 2015 | 2015                                              |                                                   | 23 178                                            |                                                   |
| 2020 | 2020                                              |                                                   | 22 664                                            |                                                   |
| Anm: Uppgifterna för perioden 1970-2015 avser förhållandena den 31 december enligt den kommunala indelningen den 1 januari året efter. |                                                   |                                                   |                                                   |                                                   |

#### Utländsk bakgrund
Den 31 december 2014 utgjorde antalet invånare med utländsk bakgrund (utrikes födda personer samt inrikes födda med två utrikes födda föräldrar) 2 785, eller 11,98 % av befolkningen (hela befolkningen: 23 241 den 31 december 2014). Den 31 december 2002 utgjorde antalet invånare med utländsk bakgrund enligt samma definition 2 269, eller 9,63 % av befolkningen (hela befolkningen: 23 555 den 31 december 2002).

#### Invånare efter de vanligaste födelseländerna
Följande länder är de 10 vanligaste födelseländerna för befolkningen i Kiruna kommun.
| Nr | Födelseland | Antal  | Andel (%) | Andel i hela riket |
| -- | ----------- | ------ | --------- | ------------------ |
| 1  | Sverige     | 19 387 | 86,46     | 79,61              |
| 2  | Finland     | 707    | 3,15      | 1,26               |
| 3  | Thailand    | 209    | 0,93      | 0,43               |
| 4  | Eritrea     | 206    | 0,92      | 0,47               |
| 5  | Norge       | 189    | 0,84      | 0,38               |
| 6  | Tyskland    | 117    | 0,52      | 0,53               |
| 7  | Afghanistan | 108    | 0,48      | 0,62               |
| 8  | Somalia     | 104    | 0,46      | 0,66               |
| 9  | Syrien      | 77     | 0,34      | 1,88               |
| 10 | Polen       | 75     | 0,33      | 0,94               |

## Kultur

### Evenemang
Sedan 1986 anordnas den årliga Kiruna snöfestival den sista veckan i januari. Festivalen arrangeras till stor del utomhus och  inkluderar bland annat Världsmästerskapen i Snöslungerace, hundspannsåkning, renrace, hantverksmässa, konståkning, musikframträdanden, dans samt snölekpark för barn. Sedan år 2000 anordnas även den årliga Kirunafestivalen som år 2022 anordnades för sista gången i den gamla stadskärnan. Festivalen anordnas helgen efter midsommar.
Tio år efter att Umeå kommun var Europas kulturhuvudstad offentliggjordes att Kiruna blir Europas kulturhuvudstad 2029.

### Konstarter

#### Offentlig konst
Till kommunens konstsamling hör bland annat Lundbohmska konstsamlingen. Den byggdes upp av Hjalmar Lundbohm vars brorson, Sixten Lundbohm, köpte samlingen och sedan donerade den till Kiruna kommun. Till samlingen hör bland annat verk från Anders Zorn. Utöver denna konstsamling avsätter kommunen en procent "av investeringsprojektets kontraktssumma [...] till konstnärlig gestaltning vid ny-, om- och tillbyggnation av kommunala byggnader samt vid anläggning av ny offentlig utomhusmiljö. Ett kommunens senare offentliga konstverk är de sex muralmålningarna som tillkom 2022 i projektet Artscape.

#### Arkitektur
Under 1920-talet ökade befolkningen i Kiruna och den bebyggelsen som gjordes under den tiden har präglat arkitekturen i kommunen. Husen som byggdes var förhållandevis stora och inkluderade ofta en extra lägenhet avsedd för uthyrning. Husen byggdes allt oftare i sten och med slutna kvarter. LKAB byggde också upp bostadsområden. 1930-talets extrema funkisvillor byggdes aldrig i kommunen, även om några hus med drag av stilen finns. Under 1940-talet byggdes exempelvis Jägarskolan, en anspråkslös byggnad som är gömd bland annan bebyggelse i syfte att byggnaden inte skulle upptäckas. Efter att Kiruna blev stad 1948 började de gamla trähusen att rivas. Staden förtätades och punkthus kom till Kiruna under 1950-talet. Brutalismens ideal kom till Kiruna under 1960-talet och exempel från denna tid är Gamla stadshuset och kvarteret Ortdrivaren. Under 1970-talet revs Centralskolan vilket skapade en folkstorm. I och med detta skyddade flera gamla byggnader och rivningen av gamla byggnader som påbörjats under 1950-talet stoppades.
Då LKAB tagit allt mer av kommunens mark i anspråk genom går Kiruna en stadsomvandling. Den nya stadskärnan invigs i september 2022.

### Kulturarv

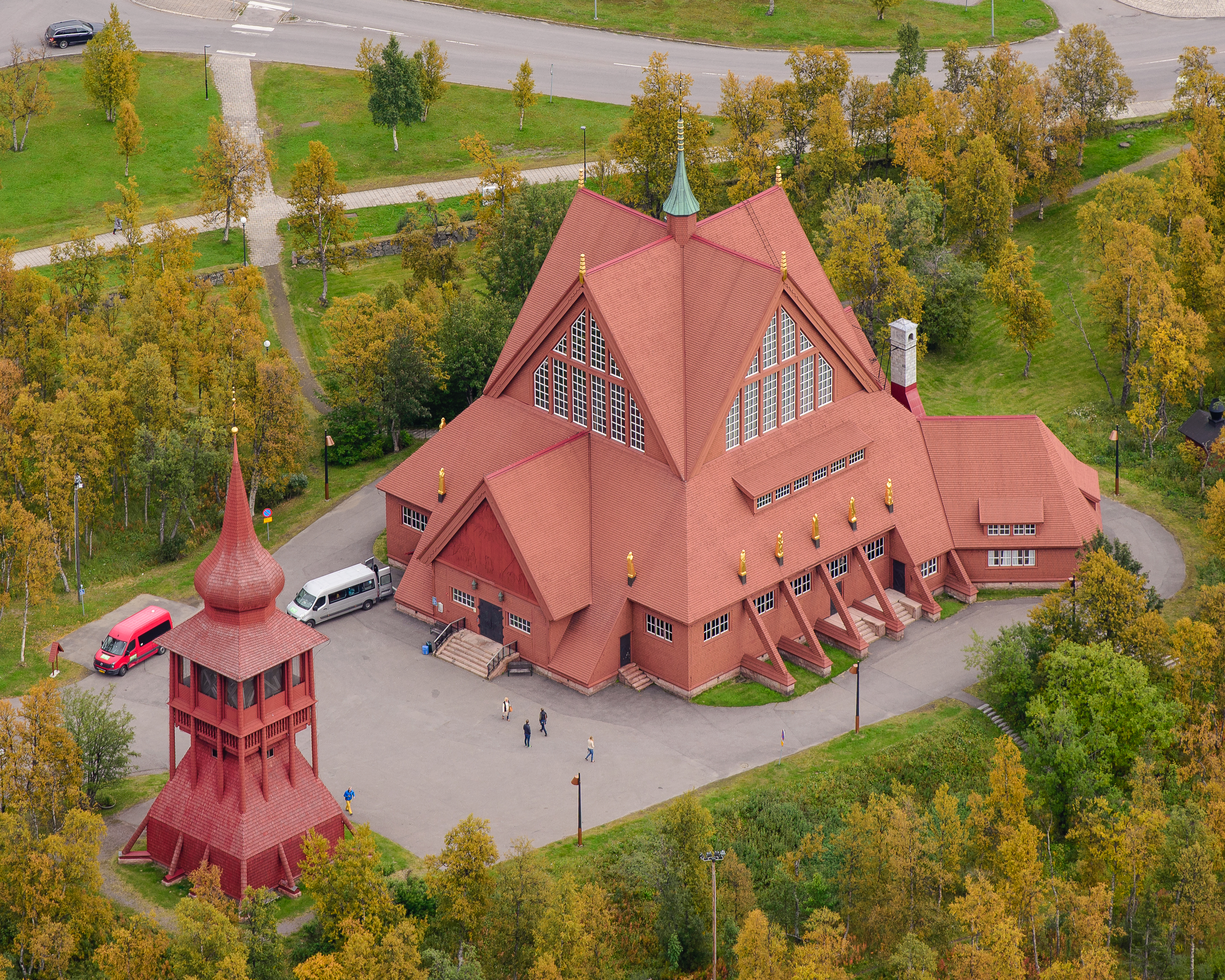
Kiruna kyrka.

I kommunen fanns 2 321 registrerade fornlämningar hos Riksantikvarieämbetet år 2022. Samma år fanns sex registrerade byggnadsminnen. Dessutom är åtta områden utpekade som riksintresse för kulturmiljövård.
Ett annat kulturarv är Kiruna kyrka. Kyrkan invigdes 1912 och beskrivs av Svenska kyrkan som "en av Sveriges största träbyggnader och ett unikt byggnadsverk". Även Jukkasjärvi kyrka är ett kulturarv. Det är en av Lapplands äldsta bevarade byggnader. Dess äldsta delar är från 1607. Kyrkans altartavla är av Bror Hjorth. Orgeln är från 1990-talet och är dekorerad av den välkände samiske träsnidaren och konstnären Lars-Levi Sunna.

### Kommunvapen
Blasonering: Sköld delad av silver, vari ett blått järnmärke, och blått, vari en fjällripa av silver med röd beväring, därest dylik skall förekomma.
Vapnet innehåller ett järnmärke för ortens järngruvverksamhet och en fjällripa, eftersom Kiirunavaara betyder "fjällripeberget". Vapnet fastställdes för staden Kiruna 1949.

### Fotnoter
1. ↑  läs online, www.kiruna.se .[källa från Wikidata]
2. ↑  Folkmängd och befolkningsförändringar - Kvartal 1, 2025, SCB, 13 maj 2025, läs online.[källa från Wikidata]
3. 1 2 3  Land- och vattenareal per den 1 januari efter region och arealtyp. År 2012–2019, SCB, 21 februari 2019, läs online.[källa från Wikidata]
4. ↑  Kommuner, lista, Sveriges Kommuner och Regioner, läs online, läst: 19 februari 2019.[källa från Wikidata]
5. ↑  Största offentliga arbetsgivare, Näringslivets ekonomifakta, läs online, läst: 30 oktober 2020.[källa från Wikidata]
6. ↑  SCB Folkräkningen 1950 del 1 Arkiverad 29 oktober 2013 hämtat från the Wayback Machine. sida 18 i pdf:en
7. ↑  Per Andersson: Sveriges kommunindelning 1863-1993, Draking, Mjölby 1993, ISBN 91-87784-05-X, s. 100
8. ↑  Elsa Trolle Önnerfors: Domsagohistorik - Gällivare tingsrätt (del av Riksantikvarieämbetets Tings- och rådhusinventeringen 1996-2007)
9. ↑  Lag om rätt att använda finska och meänkieli hos förvaltningsmyndigheter och domstolar (1999:1176)
10. ↑  6 § Lag om nationella minoriteter och minoritetsspråk (2009:724)
11. ↑  efter vad som återfinns på dess hemsida
12. ↑  enligt minotitet.se
13. ↑  Enligt kommunens webbplats
14. 1 2 3 4  ”Kiruna - Uppslagsverk - NE.se”. www.ne.se. https://www.ne.se/uppslagsverk/encyklopedi/l%C3%A5ng/kiruna. Läst 25 juni 2022.
15. ↑  ”Kebnekaise - Uppslagsverk - NE.se”. www.ne.se. https://www.ne.se/uppslagsverk/encyklopedi/l%C3%A5ng/kebnekaise. Läst 25 juni 2022.
16. ↑  ”Emma och Anton besteg Sveriges högsta toppar”. Klätterförbundet. 13 maj 2021. https://www.klatterforbundet.se/2021/05/13/emma-och-anton-besteg-sveriges-hogsta-toppar/. Läst 25 juni 2022.
17. ↑  ”Fiske”. Kiruna Lappland. https://kirunalapland.se/fiske/. Läst 25 juni 2022.
18. ↑  ”Fakta om Torneträsk | SMHI”. www.smhi.se. https://www.smhi.se/kunskapsbanken/hydrologi/de-stora-sjoarna/fakta-om-tornetrask-1.157806. Läst 25 juni 2022.
19. ↑  ”Geografi”. kiruna.se. https://kiruna.se/kommun--demokrati/kommunfakta/geografi.html. Läst 25 juni 2022.
20. ↑  ”Markanvändningen i Sverige efter region och markanvändningsklass. Vart 5:e år 2010 - 2020”. Statistikdatabasen. http://www.statistikdatabasen.scb.se/pxweb/sv/ssd/START__MI__MI0803__MI0803A/MarkanvN/. Läst 12 oktober 2022.
21. ↑  ”Abisko”. Kiruna Lappland. https://kirunalapland.se/resmal-i-kiruna/abisko/. Läst 25 juni 2022.
22. ↑  ”Nationalparksfakta - Vadvetjåkka nationalpark - Sveriges nationalparker | Vadvetjåkka nationalpark - Sveriges nationalparker | Välj nationalpark” (på svenska). Sveriges nationalparker. http://www.nationalpark.se/park/vadvetjakka-nationalpark/nationalparksfakta/. Läst 25 juni 2022.
23. ↑  ”Naturreservat”. www.lansstyrelsen.se. https://www.lansstyrelsen.se/norrbotten/besoksmal/naturreservat.html. Läst 25 juni 2022.
24. ↑  ”Riksintressen”. kiruna.se. https://kiruna.se/stadsomvandling/startsida/besokare/bakgrund/riksintressen.html. Läst 25 juni 2022.
25. ↑  
SFS 2015:493, justerad i SFS 2015:698 Förordning om distrikt. Trädde i kraft 1 januari 2016.
26. ↑  ”Tätorter 2015; befolkning 2010–2018, landareal, andel som överlappas av fritidshusområden”. SCB. https://www.scb.se/hitta-statistik/statistik-efter-amne/miljo/markanvandning/tatorter/pong/tabell-och-diagram/tatorter-2015--befolkning-landareal-andel-som-overlappas-av-fritidshusomraden/. Läst 6 juni 2019.
27. 1 2 3  Statistiska centralbyråns och Valmyndighetens valstatistik.
28. 1 2 3  Kommunens officiella webbplats Arkiverad 19 december 2008 hämtat från the Wayback Machine.
29. 1 2 3 4 5 6 7 8 9  Sveriges Kommuner & Landsting: Maktfördelning för tidsperioden 1994 - 2014 Arkiverad 20 januari 2016 hämtat från the Wayback Machine. Läst 9 januari 2016
30. ↑  ”Kiruna kommun Norrskenssamverkan”. Arkiverad från originalet den 17 juni 2016. https://web.archive.org/web/20160617120549/http://www.kiruna.se/PageFiles/978/Norrskenssamverkan%20SLUTGILTIG.pdf?epslanguage=sv. Läst 21 maj 2016.
31. ↑  ”Allians för utveckling och tillväxt”. https://kiruna.se/download/18.d9ec095172e6db963760679/1597157148553/Allians%20f%C3%B6r%20utveckling%20och%20tillv%C3%A4xt.pdf. Läst 15 april 2022.
32. ↑  Maria Dahlgren (10 oktober 2022). ”Klart: Kirunastyret klart – fyra partier samregerar: "Vi får en stabil majoritet med 27 mandat"”. www.nsd.se. https://www.nsd.se/nyheter/kiruna/artikel/klart-kirunastyret-klart-fyra-partier-samregerar-vi-far-en-stabil-majoritet-med-27-mandat/r95wewoj. Läst 19 augusti 2025.
33. ↑  Sveriges Radio, 14 oktober 2014: Fi tar plats i Kirunas kommunledning (Läst 11 januari 2016)
34. ↑  Sveriges Radio, 27 oktober 2018: Kirunapartiet petas ur kommunledningen (Läst 27 oktober 2018)
35. ↑  Nu är det klart vilka som ska styra Kiruna 2022-10-10
36. ↑  ”Kommunfullmäktiges protokoll 2022-10-24”. Kiruna kommun. https://kiruna.se/download/18.4e03e69b18418a04c9f7ca5/1667555242597/Kommunfullm%C3%A4ktiges%20protokoll%202022-10-24.pdf. Läst 19 december 2023.
37. ↑  ”Ny politisk ledning”. Kiruna kommun. 25 november 2022. https://kiruna.se/arkiv/nyhetsarkiv/nyheter/2022-11-25-ny-politisk-ledning-i-kiruna.html. Läst 19 december 2023.
38. ↑  läs online, gupea.ub.gu.se , läst: 28 september 2023.[källa från Wikidata]
39. ↑  läs online, gupea.ub.gu.se , läst: 28 september 2023.[källa från Wikidata]
40. ↑  läs online, gupea.ub.gu.se , läst: 28 september 2023.[källa från Wikidata]
41. ↑  läs online, gupea.ub.gu.se , läst: 28 september 2023.[källa från Wikidata]
42. ↑  läs online, gupea.ub.gu.se , läst: 28 september 2023.[källa från Wikidata]
43. ↑  läs online, gupea.ub.gu.se , läst: 28 september 2023.[källa från Wikidata]
44. ↑  läs online, gupea.ub.gu.se , läst: 28 september 2023.[källa från Wikidata]
45. ↑  läs online, gupea.ub.gu.se , läst: 28 september 2023.[källa från Wikidata]
46. ↑  läs online, gupea.ub.gu.se , läst: 28 september 2023.[källa från Wikidata]
47. ↑  läs online, Internet Archive , läst: 21 september 2023.[källa från Wikidata]
48. ↑  läs online, Internet Archive , läst: 21 september 2023.[källa från Wikidata]
49. ↑  läs online, Internet Archive , läst: 21 september 2023.[källa från Wikidata]
50. ↑  läs online, sverigesradio.se , läst: 21 september 2023.[källa från Wikidata]
51. ↑  läs online, trointweb.kommun.kiruna.se , läst: 13 maj 2021.[källa från Wikidata]
52. ↑  ”Kiruna kommun - vänorter”. https://kiruna.se/kommun--demokrati/kommunfakta/vanorter.html. Läst 15 april 2022.
53. ↑  ”Icehotel prisas för exportframgångar inom turism och PR”. ICEHOTEL. https://www.icehotel.com/sv/icehotel-prisas-exportframgangar-inom-turism-och-pr. Läst 25 juni 2022.
54. ↑  ”Bestiga Kebnekaise – den ultimata guiden”. Aftonbladet. https://www.aftonbladet.se/a/pLk9RW. Läst 25 juni 2022.
55. ↑  ”Statistiska centralbyrån - Folkmängden efter region, civilstånd, ålder och kön. År 1968 - 2015”. http://www.statistikdatabasen.scb.se/pxweb/sv/ssd/START__BE__BE0101__BE0101A/BefolkningNy/?rxid=c0ca3bb8-255c-43ba-85f1-ee5289d082c4. Läst 2 mars 2016.
56. ↑  ”CEDAR, Demografiska databasen, Umeå universitet”. http://rystad.ddb.umu.se:8080/FolkNet/index.jsp. Läst 2 mars 2016.
57. ↑  Antal personer med utländsk eller svensk bakgrund (fin indelning) efter region, ålder i tioårsklasser och kön. År 2002 - 2014 Arkiverad 12 november 2016 hämtat från the Wayback Machine. (Läst 20 januari 2016)
58. ↑  ”Folkmängden efter region, födelseland och kön. År 2000 - 2022”. Statistikdatabasen. Statistiska centralbyrån. https://www.statistikdatabasen.scb.se/pxweb/sv/ssd/START__BE__BE0101__BE0101E/FolkmRegFlandK/. Läst 26 april 2023.
59. ↑  ”Snöfestivalen”. Snöfestivalen. http://www.snofestivalen.com/. Läst 25 juni 2022.
60. ↑  ”Kirunafestivalen 2023”. Tickster.com. Arkiverad från originalet den 27 februari 2023. https://web.archive.org/web/20230227110710/https://www.tickster.com/sv/events/amnkapgy9bpy5r8/2023-06-29/kirunafestivalen-2023. Läst 27 februari 2023.
61. ↑  ”Klart: Kiruna blir Europas kulturhuvudstad 2029”. SVT Nyheter. 6 december 2024. https://www.svt.se/nyheter/sapmi/kiruna-blir-europas-kulturhuvudstad-2029. Läst 6 december 2024.
62. ↑  ”Riga and Umeå become this year’s capitals of culture”. https://www.euractiv.com/section/languages-culture/news/riga-and-umea-become-this-year-s-capitals-of-culture/. Läst 6 december 2024.
63. ↑  ”Konst”. kiruna.se. 19 september 2023. https://kiruna.se/konst-och-kulturhistoria/startsida/konst.html. Läst 17 maj 2024.
64. ↑  ”Policy och riktlinjer för konstnärlig gestaltning” (PDF). Kiruna kommun. 2018. sid. 2. https://kiruna.se/download/18.22bd3f5d17597b58e4e4d3/1604915974876/policy-och-riktlinjer-for-konstnarlig-gestaltning-tillampning-av-enprocentsregeln.pdf. Läst 17 maj 2024.
65. ↑  ”Offentlig konst”. kiruna.se. 21 november 2022. https://kiruna.se/konst-och-kulturhistoria/startsida/konst/offentlig-konst.html. Läst 17 maj 2024.
66. ↑  ”Hej mitt 20tal!”. kiruna.se. https://kiruna.se/konst-och-kulturhistoria/startsida/arkitektur/tidstypiskt/hej-mitt-20tal.html. Läst 26 juni 2022.
67. ↑  ”Hej mitt 30tal!”. kiruna.se. https://kiruna.se/konst-och-kulturhistoria/startsida/arkitektur/tidstypiskt/hej-mitt-30tal.html. Läst 26 juni 2022.
68. ↑  ”Hej mitt 40tal!”. kiruna.se. https://kiruna.se/konst-och-kulturhistoria/startsida/arkitektur/tidstypiskt/hej-mitt-40tal.html. Läst 26 juni 2022.
69. ↑  ”Hej mitt 50tal!”. kiruna.se. https://kiruna.se/konst-och-kulturhistoria/startsida/arkitektur/tidstypiskt/hej-mitt-50tal.html. Läst 26 juni 2022.
70. ↑  ”Hej mitt 60tal!”. kiruna.se. https://kiruna.se/konst-och-kulturhistoria/startsida/arkitektur/tidstypiskt/hej-mitt-60tal.html. Läst 26 juni 2022.
71. ↑  ”Hej mitt 70tal!”. kiruna.se. https://kiruna.se/konst-och-kulturhistoria/startsida/arkitektur/tidstypiskt/hej-mitt-70tal.html. Läst 26 juni 2022.
72. ↑  ”Stadsomvandlingen - så hänger allt ihop”. kiruna.se. https://kiruna.se/stadsomvandling/startsida/besokare/bakgrund/vem-ansvarar-for-vad/stadsomvandlingen---sa-hanger-allt-ihop.html. Läst 26 juni 2022.
73. ↑  ”Startsida”. kiruna.se. https://kiruna.se/stadsomvandling/startsida.html. Läst 26 juni 2022.
74. ↑  ”Fornsök”. Riksantikvarieämbetet. https://app.raa.se/open/fornsok/searchlamning. Läst 26 juni 2022.
75. ↑  ”Byggnadsminnen i Norrbotten - Norrbottens museum”. norrbottensmuseum.se. https://norrbottensmuseum.se/kulturmiljoe/bebyggelse/kunskapsbank/k-maerkt/byggnadsminnen-i-norrbotten.aspx?lang=en. Läst 26 juni 2022.
76. ↑  ”Riksintressen”. kiruna.se. https://kiruna.se/konst-och-kulturhistoria/startsida/kulturmiljoer/riksintressen.html. Läst 26 juni 2022.
77. ↑  ”Kiruna kyrka”. www.svenskakyrkan.se. https://www.svenskakyrkan.se/jukkasjarvi/kiruna-kyrka. Läst 26 juni 2022.
78. ↑  Svenska Heraldiska Föreningens vapendatabas